# Gunung Alue Puntong
Gunung Alue Puntong är ett berg i Indonesien.   Det ligger i provinsen Aceh, i den västra delen av landet, 1 700 km nordväst om huvudstaden Jakarta. Toppen på Gunung Alue Puntong är 310 meter över havet, eller 84 meter över den omgivande terrängen. Bredden vid basen är 1,1 km.
Terrängen runt Gunung Alue Puntong är kuperad åt nordost, men åt sydväst är den platt.Runt Gunung Alue Puntong är det ganska glesbefolkat, med 43 invånare per kvadratkilometer. I omgivningarna runt Gunung Alue Puntong växer i huvudsak städsegrön lövskog.